# Cannon Strike
Cannon Strike — игра о танковых сражениях Второй мировой войны, сочетающая в себе элементы аркады и тактической стратегии. После выбора кампании за СССР или за страны Союзников (Великобритания, Франция) — игроку предстоит выполнить ряд разнообразных миссий. В одних он будет командовать тактической группой, в других — самостоятельно управлять бронетехникой.

## Геймплей
В игре представлены военные кампании за СССР и за страны Союзников (Великобританию и Францию), в которые вошли разноплановые миссии: в одних игрок руководит тактической группой, в других — самостоятельно управляет бронетехникой, включая советские танки Т-26, Т-34 и ИС-2, английские «Валентайн» и «Черчилль», а также французский Somua S-35. Развитая система бонусов позволяет получать дополнительное оружие, боеприпасы и топливо, а за успешно выполненные задания игроку присваиваются военные звания.

## Особенности игры
- Возможность получить помощь, включая артиллерийскую поддержку, бомбардировки, подкрепления, разведку.[2]
- Каждый находящийся в подчинении игрока юнит накапливает опыт и развивает свои способности[1].
- Разнообразная[1] военная техника и большой выбор танков, которыми можно управлять.
- Яркая графика, реалистичная физика и динамичный геймплей, сочетающий элементы аркады и тактики[2].

## Продолжения
В 2010 выходит сиквел игры — Cannon Strike 2: The Great War. Во второй части действие происходит во времена Первой мировой войны.